# Bradley Cooper
Bradley Charles Cooper (Filadelfia, 5 de enero de 1975) es un actor, actor de voz, director, productor, guionista, cantante y compositor estadounidense. Inspirado por su padre, comenzó a interesarse por la actuación a temprana edad, y continuó con sus estudios hasta el 2000, cuando obtuvo su máster en Bellas Artes en The New School, en Nueva York. Posteriormente, desempeñó papeles menores en numerosas películas y series de televisión, entre estas Alias y Wedding Crashers (2005).
Cooper saltó a la fama con su papel en The Hangover (2009), que se convirtió en un éxito crítico y comercial, extendiéndose por dos secuelas igualmente exitosas lanzadas en 2011 y 2013. Su racha de filmes aclamados y taquilleros continuó con Silver Linings Playbook (2012), American Hustle (2013) y American Sniper (2014), con los cuales recibió nominaciones a los premios Óscar por su actuación. Asimismo, prestó su voz para dar vida al personaje de Rocket Raccoon en el Universo cinematográfico de Marvel. Además del cine, Cooper interpretó a Joseph Merrick en la obra de teatro El hombre elefante. En 2018, protagonizó, dirigió, produjo y escribió la película A Star Is Born, que también fue un éxito crítico y comercial, y le valió tres nominaciones a los Óscar. Su banda sonora, la cual grabó en conjunto con Lady Gaga, alcanzó la primera posición de los álbumes más vendidos en 21 países, además de haber sido el cuarto disco más vendido tanto del 2018 como del 2019, con 1.9 y 1.2 millones de copias, respectivamente.
Cooper ha sido uno de los actores mejores pagados del cine desde 2013, y ha sido reconocido por la revista Time como una de las celebridades más influyentes. En sumatoria, todas sus películas totalizan una recaudación de más de $11.3 mil millones a nivel mundial, siendo uno de los diez actores más recaudadores de toda la historia del cine. Asimismo, Cooper ha ganado un BAFTA, cuatro Critics' Choice y dos Grammys, además de haber obtenido ocho nominaciones al premios Óscar, cinco al Golden Globe y una al Tony. Por otra parte, Cooper ha sido un filántropo activo desde los inicios de su carrera y ha apoyado a fundaciones que combaten enfermedades como el cáncer y el alzheimer. Desde 2015 hasta 2019, mantuvo una relación con la modelo Irina Shayk, con quien tiene una hija.

## Biografía

### 1975-2000: infancia y educación
Bradley Charles Cooper nació el 5 de enero de 1975 en la ciudad de Filadelfia, en el estado de Pensilvania (Estados Unidos). Es el segundo hijo de Charles Cooper, un agente de bolsa, y Gloria Campano, una asociada de NBC, quienes anteriormente habían tenido una hija llamada Holly Cooper. Tiene ascendencia irlandesa por su padre e italiana —de Nápoles y Abruzzo— por su madre. Durante su infancia, Cooper creció en los alrededores de Jenkintown y Rydal, y asistió a la Academia de Germantown desde el preescolar hasta la secundaria. En una entrevista, Cooper explicó que nunca fue considerado atractivo durante su infancia, y que, de hecho, la gente solía creer que era una niña, debido a que su mamá le gustaba que dejara crecer su cabello. Asimismo, Cooper destacaba en el baloncesto, y siempre fue muy amante a la cocina, explicando que podía convertir cualquier cosa de su refrigerador en una lasaña. A temprana edad, Cooper aseguró que quería ser enviado al ejército, pero su padre comenzó a enseñarle diferentes cosas del cine y lo incentivaba a ver películas como El hombre elefante (1980), la cual aseguró, fue la que lo inspiró a convertirse en actor. Sus padres descubrieron sus dotes actorales luego de verlo interpretar a Joseph Merrick en una obra de teatro de su escuela.
Tras haberse graduado de la secundaria en 1993, Cooper empezó a estudiar Inglés en la Universidad Villanova y permaneció por un año hasta ser transferido a la Universidad de Georgetown, donde se graduó con honores en 1997. En su estadía, perteneció al equipo de remo de los Georgetown Hoyas y fue miembro del club de teatro. También comenzó a estudiar francés y fue un estudiante de intercambio de la universidad por seis meses en Aix-en-Provence, Francia. En 1999, hizo su debut en la televisión haciendo un cameo en Sex and the City, y más tarde fue presentador de soporte en Planeta solitario durante su tercera temporada. Posteriormente, Cooper se trasladó a Nueva York para hacer un posgrado en el Actors Studio, y tras su audición, fue escogido por James Lipton. En el 2000, obtuvo su máster en Bellas Artes en The New School. En su estadía en Nueva York, Cooper trabajó como portero del Hotel Morgans.

### 2001-2008: debut actoral

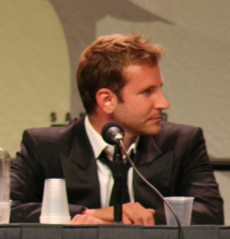
Cooper en julio de 2007.

Cooper debutó formalmente como actor interpretando al personaje de Ben en la película Wet Hot American Summer (2001). Ese mismo año, formó parte del elenco principal de la serie de televisión Alias interpretando al personaje de Will Tippin durante las dos primeras temporadas, emitidas entre 2001 y 2003. Posteriormente, continuó apareciendo en filmes para cine y televisión como Bending All the Rules (2002) y I Want to Marry Ryan Banks (2004), y formó parte del elenco principal de Jack & Bobby, serie de The WB emitida entre 2004 y 2005.
Su trayectoria tomó impulso gracias a un papel destacado en la comedia Wedding Crashers (2005), de David Dobkin, junto a Owen Wilson, Vince Vaughn y Rachel McAdams. Cooper reconoció la influencia del trabajo de Vaughn en el set de Wedding Crashers como un momento clave que cambió su carrera para siempre, porque «estaba dispuesto a intentar cualquier cosa» sin miedo a fallar. En la película interpretó a Sack Lodge, el competitivo, arrogante y agresivo novio de Claire (McAdams), papel que describió como «una especie de sociópata». Según al actor, esta actuación hizo que la audiencia comenzara a cambiar su perspectiva sobre él, ya que en todos sus papeles anteriores era visto como el «chico bueno». El filme resultó ser un éxito comercial y crítico, recaudando más de cinco veces su presupuesto y teniendo una aprobación del 75 % en Rotten Tomatoes. Ese mismo año, Cooper interpretó al personaje principal en la serie Kitchen Confidential, pero la serie fue cancelada por Fox en su primera temporada debido a los bajos niveles de audiencia.
Después de constantes fracasos en el cine y la televisión, Cooper se adentró a la industria del teatro en 2006 con la obra Three Days of Rain, donde estuvo acompañado de Paul Rudd y Julia Roberts. Tras ello, tuvo papeles menores en comedias como Failure to Launch (2006) y The Comebacks (2007), además de aparecer de forma recurrente en la serie Nip/Tuck durante su quinta temporada. En 2008, protagonizó los filmes Older than America (2008) y The Midnight Meat Train (2008), así como la obra The Understudy. También desarrolló papeles menores en Yes Man (2008) y The Rocker (2008).

### 2009-2012: éxitos en taquilla

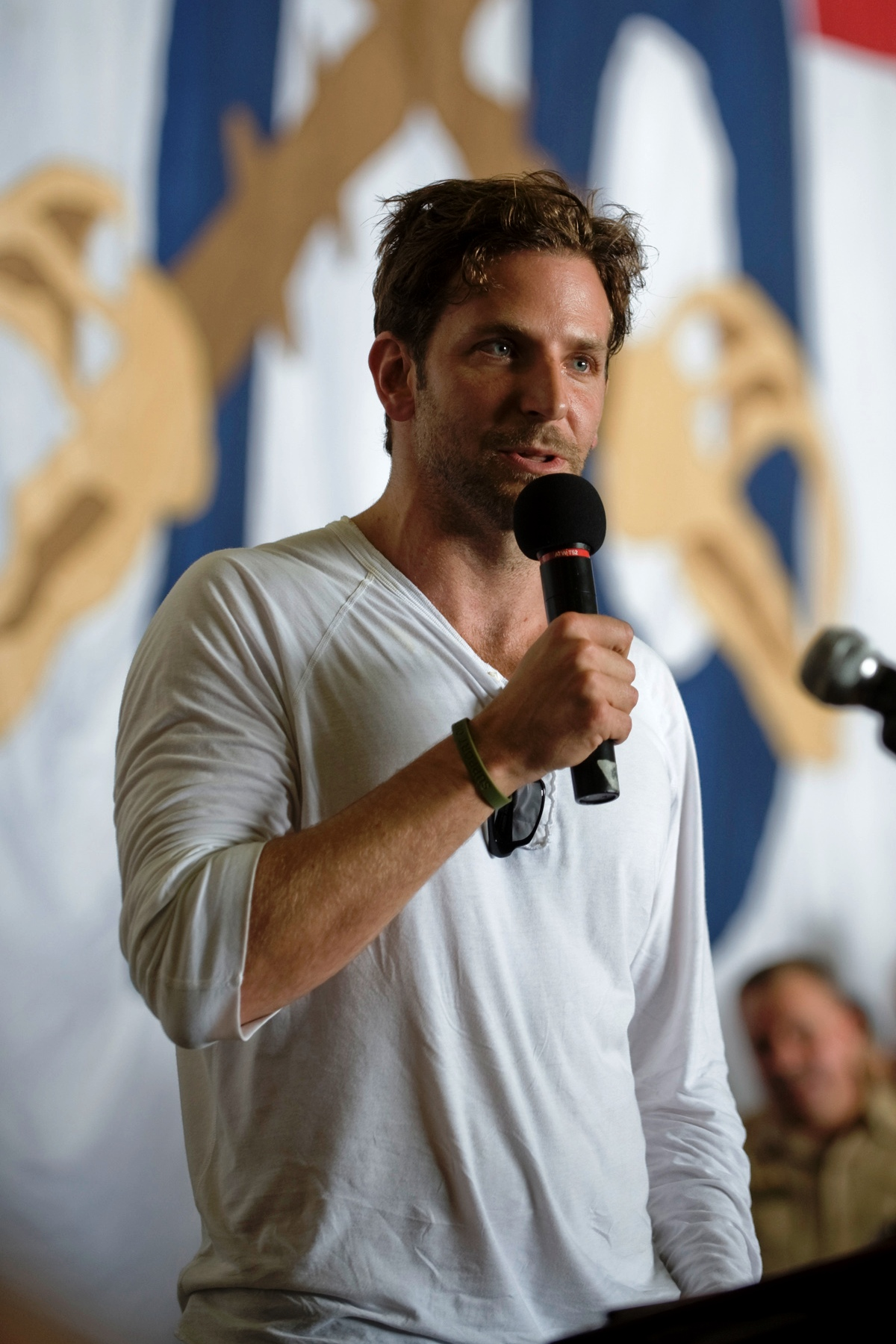
Cooper durante una conferencia en julio de 2009.

A comienzos de 2009, Cooper fue anfitrión del programa Saturday Night Live, y su aparición tuvo buenos comentarios de la crítica. Además, protagonizó el filme He's Just Not That Into You, que se convirtió en un éxito en la taquilla. Ese mismo año, adquirió reconocimiento internacional interpretando a Phil Wenneck en la comedia The Hangover, que fue un éxito en la taquilla al recaudar más de diez veces su presupuesto, además de haber obtenido una aprobación del 78 % en Rotten Tomatoes. Su actuación le valió sus primeras nominaciones a premios como los MTV Movie Awards, los People's Choice Awards y los Teen Choice Awards. Seguidamente, actuó en películas como All About Steve (2009), Valentine's Day (2010) y The A-Team (2010), que, aunque fueron mal recibidas por la crítica, tuvieron éxito en la taquilla. Particularmente, gracias a All About Steve, recibió junto a Sandra Bullock el premio al Peor Dúo en los Golden Raspberry Awards de 2010.
En 2011, repitió su papel como Phil Wenneck en The Hangover Part II (2011), la cual superó en taquilla a su predecesora, recaudando $586.8 millones. Ese mismo año, también protagonizó Sin límites (2011), que fue igualmente un éxito en la taquilla. Si bien las críticas de ambos filmes fueron negativas en general, la actuación de Cooper en particular tuvo buenos comentarios. En 2012, protagonizó un total de cuatro películas. Las dos primeras, The Words (2012) y Hit and Run (2012), tuvieron críticas sumamente negativas, pero fueron un éxito en la taquilla. También apareció en The Place Beyond the Pines (2012) junto a Ryan Gosling, película que logró críticas positivas y una recaudación de tres veces su presupuesto. Sin embargo, el mayor éxito lo tuvo con Silver Linings Playbook (2012), que protagonizó en conjunto con Jennifer Lawrence. El filme logró una aprobación del 92 % en Rotten Tomatoes y recaudó $236.4 millones, diez veces su presupuesto. Además, Cooper fue nominado al Óscar como Mejor Actor, al Golden Globe como Mejor Actor en Comedia o Musical, al SAG como Mejor Actor y al BAFTA como Mejor Actor. También ganó el Critics' Choice como Mejor Actor de Comedia, el MTV Movie Award como Mejor Actor y el Satellite como Mejor Actor en Drama.

### 2013-2017: aclamación crítica

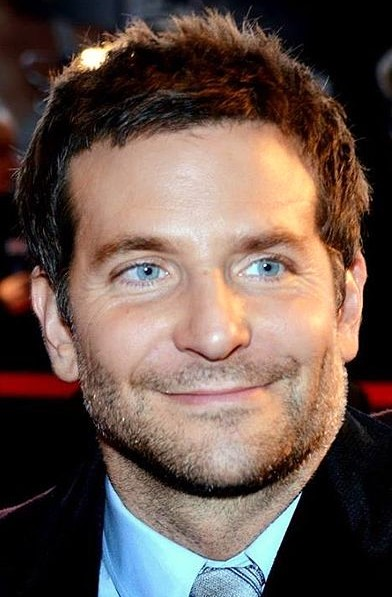
Cooper en 2014 durante el estreno de American Hustle en París.

En 2013, Cooper protagonizó The Hangover Part III (2013), tercera y última entrega de la trilogía de The Hangover. El filme, al igual que la segunda entrega, tuvo críticas negativas pero supuso un éxito en la taquilla, recaudando $362 millones. Además de ello, tuvo un papel secundario en American Hustle (2013), que tuvo un éxito similar al de Silver Linings Playbook, recaudando $251.2 millones y con una aprobación del 92 % en Rotten Tomatoes. Gracias a dicha actuación, recibió su segunda nominación a los premios Óscar, esta vez en la categoría de Mejor Actor de Reparto. También fue nominado a dicha categoría en los Golden Globe, los Satellite y los BAFTA. Además, ganó el SAG al Mejor Reparto junto con el resto del elenco de la película.
En 2014, prestó su voz para el personaje de Rocket Raccoon en la película Guardianes de la Galaxia, que fue un éxito crítico y comercial, con una aprobación del 91 % y una recaudación de $773.3 millones a nivel mundial. Ese mismo año, Cooper volvió a incursionar en la industria del teatro interpretando a Joseph Merrick en la obra El hombre elefante, que le valió su primera nominación a los premios Tony, concretamente en la categoría de Mejor Actor Principal en una obra de teatro. Además de ello, también interpretó a Chris Kyle en la película biográfica American Sniper (2014), que continuó con su racha de éxitos en crítica y taquilla, contando con una aprobación del 72 % en Rotten Tomatoes y una recaudación de $547.4 millones, que la convirtieron en la película más taquillera del 2014 en los Estados Unidos y la película bélica más taquillera de la historia. Su actuación le valió su tercera nominación consecutiva a los premios Óscar, segunda en la categoría de Mejor Actor. Ello convirtió a Cooper en apenas el décimo actor en ser nominado por tres años seguidos a categorías actorales. American Sniper también fue nominada a la categoría de Mejor Película, nominación que también le fue acreditada a Cooper por ser productor. Gracias a su actuación, también ganó el Critics' Choice como Mejor Actor de Acción y el MTV Movie Award como Mejor Actor, siendo su segunda victoria en ambas premiaciones. Por otra parte, Cooper protagonizó Serena (2014) junto a Jennifer Lawrence, siendo la tercera vez que ambos actuaban juntos en un filme, tras Silver Linings Playbook y American Hustle. A diferencia de estas dos últimas, Serena representó un fracaso tanto en crítica como en taquilla.
Cooper y Lawrence volvieron a trabajar juntos, esta vez en la película Joy (2015), la cual tuvo una respuesta crítica y comercial moderada. También en 2015, protagonizó Una buena receta (2015) y Aloha (2015), que recibieron críticas sumamente negativas y fracasaron en la taquilla. Dicha racha se mantuvo con War Dogs (2016), que, al igual que Joy, tuvo una respuesta crítica y comercial moderada. Sin embargo, un año después, volvió a prestar su voz para el personaje de Rocket Raccoon en Guardianes de la Galaxia vol. 2 (2017), que fue un éxito crítico y comercial, con una aprobación del 84 % en Rotten Tomatoes y una recaudación de $863 millones, siendo la octava película más taquillera de ese año.

### 2018-presente: debut como director y proyectos futuros

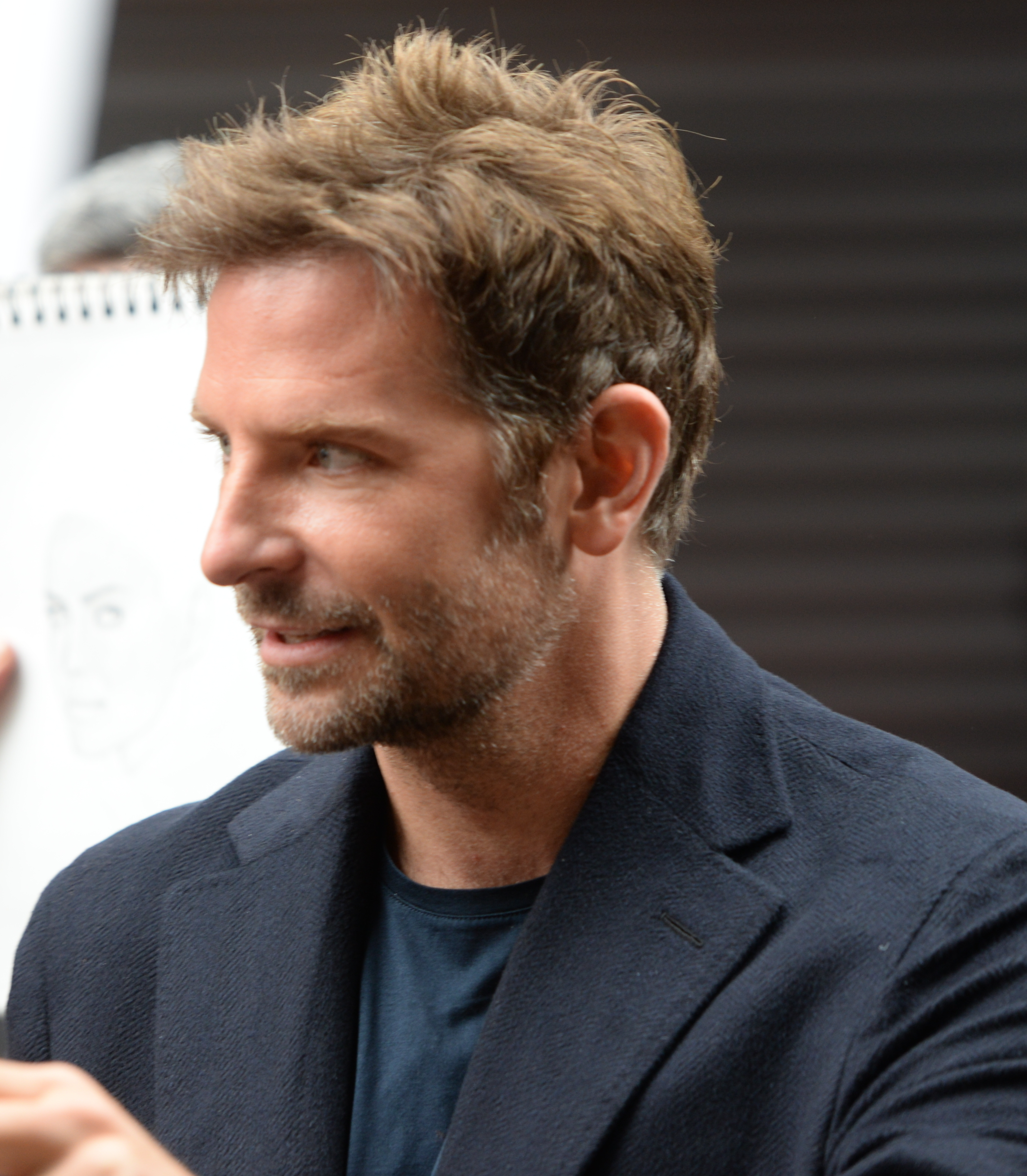
Cooper en 2018 durante el estreno de A Star Is Born en Toronto.

En 2018, Cooper prestó su voz nuevamente para el personaje de Rocket Raccoon en Avengers: Infinity War (2018), que continuó con la racha de éxitos en crítica y taquilla, tras recaudar $2 mil millones, que la convirtieron en la película más taquillera del 2018 y en la primera película de superhéroes en exceder la cifra de 2 mil millones. Ese mismo año, debutó como director con la película A Star Is Born (2018), la cual también protagonizó junto a Lady Gaga. Cooper también sirvió como productor y guionista del filme, que fue la tercera adaptación cinematográfica del título homónimo de 1937 dirigido por William A. Wellman. En dicho filme, Cooper interpreta al personaje de Jackson Maine, un músico de country adicto a las drogas y el alcohol, y, según aseguró, trabajó más de 18 meses en el personaje tomando clases de canto, piano y guitarra. A Star Is Born se convirtió en un éxito en la taquilla, recaudando $435 millones contra un presupuesto de solo $36 millones, con lo que fue la décima película del 2018 con mayores ingresos. Igualmente, tuvo una aprobación del 90 % en Rotten Tomatoes. Su actuación, dirección y guion recibieron la aclamación crítica; en los premios Óscar, Cooper obtuvo tres nominaciones gracias a A Star Is Born, incluyendo su tercera nominación como Mejor Actor, así como segunda a Mejor Película y primera como Mejor Guion Adaptado. Numerosos expertos criticaron el hecho de que no hubiese sido nominado como Mejor Director, y el mismo Cooper aseguró que se sintió «avergonzado» por no haber obtenido la nominación, pues sintió que «no había hecho bien su trabajo». En los premios BAFTA, Cooper acumuló un total de cinco nominaciones, más que cualquier otra persona en un mismo año, entre estas su tercera candidatura como Mejor Actor. Además de ello, sumó cuatro nominaciones en los Critics' Choice, tres en los Golden Globes y dos en los SAG.
Cooper también contribuyó en gran parte a la banda sonora de la película, la cual recibió excelentes comentarios de la crítica y fue un éxito en ventas, alcanzando la primera posición en las listas de álbumes más vendidos en 21 países, entre estos Australia, Canadá, los Estados Unidos y el Reino Unido. De acuerdo con la Federación Internacional de la Industria Fonográfica (IFPI), el álbum consiguió vender 1.9 millones de copias a nivel mundial durante el 2018 y 1.2 millones durante 2019, siendo el cuarto disco más vendido de ambos años. Gracias a su trabajo en la banda sonora, Cooper ganó el BAFTA a la Mejor Música Original y el Grammy a la Mejor Recopilación de Banda Sonora. El tema principal de la película, «Shallow», el cual canta a dueto con Gaga, también tuvo gran éxito comercial, liderando los conteos semanales de 20 países, incluyendo el Billboard Hot 100 de los Estados Unidos y el UK Singles Chart del Reino Unido. Gracias a esta canción, Cooper ganó el Grammy a la Mejor Interpretación de Pop de Dúo/Grupo, además de haber sido nominado a Grabación del Año.
Por otro lado, Cooper también protagonizó The Mule (2018), que contó con buena recepción crítica y comercial. Más tarde prestaría su voz nuevamente para el personaje de Rocket Raccoon en Avengers: Endgame (2019), que recibió la aclamación crítica y se convirtió en la película más taquillera de la historia, con una recaudación de 2.7 mil millones de dólares. Además, fue productor de la película Joker (2019), que fue bien recibida por la crítica y superó los mil millones de dólares en la taquilla. Gracias a dicho filme, obtuvo su octava nominación a los premios Óscar, tercera en la categoría de Mejor Película. Cooper dio voz por última vez a Rocket Raccoon en Guardianes de la Galaxia vol. 3 (2023).

## Imagen pública y filantropía
De acuerdo con algunos expertos, al principio de su carrera Cooper era visto como el actor que interpretaba al novio o al mejor amigo en cualquier comedia romántica, pero que finalmente pasó a ser uno de los actores más prestigiosos de la industria. Varios críticos han alabado la versatilidad de Cooper a lo largo de su carrera, donde ha interpretado a personajes mafiosos, homosexuales, bipolares, alcohólicos, drogadictos, deprimidos, discapacitados, entre muchos otros. Según Cooper, el actor Daniel Day-Lewis ha sido una de sus mayores inspiraciones, y destaca que el elenco de un set puede influir mucho en qué tan difícil será desarrollar un papel.
Numerosos medios han considerado a Cooper como uno de los hombres más atractivos del cine, y se le ha otorgado el estatus de símbolo sexual. En 2011, la revista People lo nombró el Hombre Vivo Más Atractivo del Año, e igualmente, GQ lo nombró el Hombre del Año. El sitio AskMen.com también lo incluyó en su listado de los 49 Hombres más Influyentes. En 2013, la revista Empire lo colocó en el puesto 10 entre las estrellas de cine más atractivas. Cooper también ha sido uno de los actores mejor remunerados de la industria, generando $28 millones en 2013, $46 millones en 2014 y $41.5 millones en 2015, con lo que figuró en las listas anuales de Forbes. Dicha revista también lo incluyó en su lista Celebrity 100 en 2014, 2015 y 2019. Además de ello, la revista Time lo añadió a su conteo Time 100 en 2015.
En 2009, Cooper se unió a la Alzheimer's Association para iniciar una campaña de concienciación sobre el alzheimer. En junio de 2014, Cooper se unió a la directiva de Hole in the Wall Gang Camp, una asociación sin fines de lucro que busca ayudar a los pacientes con cáncer y otras enfermedades terminales. En abril de 2016, donó fondos para la apertura del Parker Institute for Cancer Immunotherapy, un centro de atención para pacientes con cáncer. También ha apoyado a la asociación Stand Up to Cancer en numerosos eventos.

## Vida privada
Cooper reside en la ciudad de Los Ángeles, donde vive con su madre desde 2011 después del fallecimiento de su padre a causa del cáncer de pulmón. Durante sus primeros años de carrera, Cooper comentó que le fue sumamente difícil conseguir papeles. Según aseguró, cuando fue despedido de Alias consideró seriamente retirarse de la actuación. Estas dudas, aunadas a una adicción a ciertas sustancias, le generaron pensamientos suicidas, por lo que el actor decidió convertirse en abstemio, ya que pensó que de lo contrario, solo agravaría la situación y acabaría destruyendo su vida. Ha estado sobrio desde 2004. En una entrevista con The Hollywood Reporter, relató que una vez terminó en el hospital con un sangrado en la frente debido a que se golpeó la cabeza a propósito en una fiesta para lucirse delante de los invitados, ya que quería parecer rudo y caer bien. Añadió que, la aprobación por parte del público siempre fue un factor importante para él, pues de pequeño sentía que no pertenecía a ningún lugar y no iba a lograr nada en la vida. También dijo que, de no ser por el miedo que le producía acabar con su vida, nunca habría podido superar ese problema.
Por otra parte, Cooper mantuvo una relación con la actriz Jennifer Esposito, con quien se comprometió en octubre de 2006 y se casó en diciembre del mismo año. Apenas cinco meses después, en mayo de 2007, comenzaron sus trámites de divorcio, los cuales concluyeron en noviembre de ese año. Cooper se abstuvo de cualquier relación amorosa hasta diciembre de 2011, cuando comenzó a salir con la actriz Zoe Saldaña hasta enero de 2013. Dos meses después, confirmó una relación con la modelo Suki Waterhouse, con quien salió hasta marzo de 2015. Solo un mes más tarde, inició una relación con la también modelo Irina Shayk, con quien tuvo una hija en marzo de 2017, Lea de Seine. Ambos se separaron en junio de 2019.

## Logros
A lo largo de su carrera, Cooper ha participado en gran variedad de películas exitosas en la taquilla, entre estas The Hangover (2009), The Hangover Part II (2011), Silver Linings Playbook (2012), The Hangover Part III (2013), American Hustle (2013), Guardianes de la Galaxia (2014), American Sniper (2014), Guardianes de la Galaxia vol. 2 (2017), A Star Is Born (2018), The Mule (2018), Avengers: Infinity War (2018) y Avengers: Endgame (2019). En sumatoria, todas sus películas totalizan una recaudación de $11.3 mil millones, siendo uno de los veinte actores más taquilleros de toda la historia del cine. Por otra parte, Cooper ha sido nominado a doce premios Óscar; cinco veces como actor, cinco como productor y dos como guionista. Asimismo, ha sido nominado cinco veces a los Golden Globes y una vez a los Tony. También ha ganado un BAFTA, cuatro Critics' Choice y dos Grammys.

## Discografía

### Banda sonora
| Año  | Álbum                                                              | Posicionamiento en listas | Posicionamiento en listas | Posicionamiento en listas | Posicionamiento en listas | Posicionamiento en listas | Posicionamiento en listas | Posicionamiento en listas | Posicionamiento en listas | Posicionamiento en listas | Posicionamiento en listas | Certificaciones |
| Año  | Álbum                                                              | ALE                       | AUS                       | AUT                       | CAN                       | EUA                       | FR                        | ITA                       | NZ                        | RU                        | SUI                       | Certificaciones |
| ---- | ------------------------------------------------------------------ | ------------------------- | ------------------------- | ------------------------- | ------------------------- | ------------------------- | ------------------------- | ------------------------- | ------------------------- | ------------------------- | ------------------------- | --- |
| 2018 | A Star Is Born (con Lady Gaga) - Lanzamiento: 5 de octubre de 2018 | 4                         | 1                         | 2                         | 1                         | 1                         | 1                         | 4                         | 1                         | 1                         | 1                         | - ARIA: 3× Platino - IFPI AUT: Platino - CRIA: 3× Platino - RIAA: 2× Platino - SNEP: Diamante - FIMI: Platino - NZ: 3× Platino - BPI: 2× Platino - IFPI SUI: Platino |

### Sencillos
| Año                                                                            | Sencillo                                | Posicionamiento en listas | Posicionamiento en listas | Posicionamiento en listas | Posicionamiento en listas | Posicionamiento en listas | Posicionamiento en listas | Posicionamiento en listas | Posicionamiento en listas | Posicionamiento en listas | Posicionamiento en listas | Certificaciones |
| Año                                                                            | Sencillo                                | ALE                       | AUS                       | AUT                       | CAN                       | EUA                       | FR                        | ITA                       | NZ                        | RU                        | SUI                       | Certificaciones |
| ------------------------------------------------------------------------------ | --------------------------------------- | ------------------------- | ------------------------- | ------------------------- | ------------------------- | ------------------------- | ------------------------- | ------------------------- | ------------------------- | ------------------------- | ------------------------- | --- |
| 2018                                                                           | «Shallow» (con Lady Gaga)               | 4                         | 1                         | 1                         | 1                         | 1                         | 3                         | 2                         | 1                         | 1                         | 1                         | - BVMI: Platino - ARIA: 10× Platino - IFPI AUT: Platino - CRIA: 8× Platino - RIAA: 4× Platino - SNEP: Diamante - FIMI: 4× Platino - NZ: 3× Platino - BPI: 3× Platino - IFPI SUI: 2× Platino |
| 2019                                                                           | «I'll Never Love Again» (con Lady Gaga) | —                         | 15                        | 73                        | 43                        | 36                        | 61                        | 61                        | —                         | 27                        | 14                        | - ARIA: Oro - RIAA: Platino - SNEP: Platino - FIMI: Oro - BPI: Oro |
| «—» indica que el sencillo no fue lanzado o no se posicionó en ese territorio. |                                         |                           |                           |                           |                           |                           |                           |                           |                           |                           |                           | |

### Otras canciones
| Canción           | Posicionamiento en listas | Posicionamiento en listas | Posicionamiento en listas | Posicionamiento en listas | Posicionamiento en listas | Certificaciones | Álbum          |
| Canción           | AUS                       | CAN                       | EUA                       | NZ                        | SUI                       | Certificaciones | Álbum          |
| ----------------- | ------------------------- | ------------------------- | ------------------------- | ------------------------- | ------------------------- | --------------- | -------------- |
| «Maybe It's Time» | 58                        | 86                        | 93                        | 56                        | 82                        | - RIAA: Oro     | A Star Is Born |

## Filmografía
| Año  | Título                                  | Papel                   | Notas                                   |
| ---- | --------------------------------------- | ----------------------- | --------------------------------------- |
| 2001 | Wet Hot American Summer                 | Ben                     |                                         |
| 2002 | Changing Lanes                          | Gordon Pinella          | Escenas eliminadas                      |
| 2002 | My Little Eye                           | Travis Patterson        |                                         |
| 2002 | Bending All the Rules                   | Jeff                    |                                         |
| 2005 | Wedding Crashers                        | Zachary Lodge           |                                         |
| 2006 | Failure to Launch                       | Demo                    |                                         |
| 2007 | The Comebacks                           | Vaquero                 |                                         |
| 2008 | Older than America                      | Luke                    |                                         |
| 2008 | The Rocker                              | Trash                   |                                         |
| 2008 | The Midnight Meat Train                 | Leon Kaufman            |                                         |
| 2008 | Yes Man                                 | Peter                   |                                         |
| 2009 | He's Just Not That Into You             | Ben                     |                                         |
| 2009 | The Hangover                            | Phil                    |                                         |
| 2009 | Case 39                                 | Douglas Ames            |                                         |
| 2009 | All About Steve                         | Steve                   |                                         |
| 2009 | New York, I Love You                    | Gus                     |                                         |
| 2010 | Valentine's Day                         | Holden                  |                                         |
| 2010 | Brother's Justice                       | Él mismo / Dwight Sage  |                                         |
| 2010 | The A-Team                              | Templeton Peck          |                                         |
| 2011 | Limitless                               | Eddie Morra             | También productor ejecutivo             |
| 2011 | The Hangover Part II                    | Phil                    |                                         |
| 2011 | Kaylien                                 | Father Human            | Cortometraje                            |
| 2012 | The Words                               | Rory Jansen             | También productor ejecutivo             |
| 2012 | Hit and Run                             | Alex Dimitri            |                                         |
| 2012 | The Place Beyond the Pines              | Avery Cross             |                                         |
| 2012 | Silver Linings Playbook                 | Patrick Solitano, Jr.   | También productor ejecutivo             |
| 2013 | The Hangover Part III                   | Phil                    |                                         |
| 2013 | American Hustle                         | Richie DiMaso           | También productor ejecutivo             |
| 2014 | Guardianes de la Galaxia                | Rocket Raccoon          | Voz                                     |
| 2014 | Serena                                  | George Pemberton        |                                         |
| 2014 | American Sniper                         | Chris Kyle              | También productor                       |
| 2015 | Aloha                                   | Brian Gilcrest          |                                         |
| 2015 | Burnt                                   | Adam Jones              |                                         |
| 2015 | Joy                                     | Neil Walker             |                                         |
| 2016 | 10 Cloverfield Lane                     | Ben                     | Voz                                     |
| 2016 | War Dogs                                | Henry Girard            | También productor                       |
| 2017 | Guardianes de la Galaxia vol. 2         | Rocket Raccoon          | Voz                                     |
| 2018 | Avengers: Infinity War                  | Rocket Raccoon          | Voz                                     |
| 2018 | A Star Is Born                          | Jackson Maine           | También director, guionista y productor |
| 2018 | The Mule                                | Colin Bates             |                                         |
| 2019 | Avengers: Endgame                       | Rocket Raccoon          | Voz                                     |
| 2019 | Joker                                   | -                       | Solo productor                          |
| 2021 | Nightmare Alley                         | Stanton «Stan» Carlisle |                                         |
| 2021 | Soggy Bottom                            |                         | También director y productor            |
| 2021 | Licorice Pizza                          | Jon Peters              |                                         |
| 2022 | Thor: Love and Thunder                  | Rocket Raccoon          | Voz                                     |
| 2023 | Dungeons & Dragons: Honor Among Thieves | Marlamin                | Cameo                                   |
| 2023 | Guardianes de la Galaxia vol. 3         | Rocket Raccoon          | Voz                                     |
| 2023 | Maestro                                 | Leonard Bernstein       | También director, guionista y productor |
| 2024 | IF                                      | Ice                     | Voz                                     |
| 2025 | Superman                                | Jor-El                  | Cameo                                   |
| 2025 | Is This Thing On?                       | Arnie                   |                                         |

| Año            | Título                                              | Papel             | Notas |
| -------------- | --------------------------------------------------- | ----------------- | --- |
| 1999           | Sex and the City                                    | Jake              | Episodio: «They Shoot Single People, Don't They?»                                                                                |
| 2000           | Wall to Wall Records                                | Desconocido       | Telefilme |
| 2000–01        | The Street                                          | Clay Hammond      | 5 episodios |
| 2000–01        | Globe Trekker                                       | Él mismo          | 9 episodios |
| 2001–06        | Alias                                               | Will Tippin       | 46 episodios |
| 2003           | The Last Cowboy                                     | Morgan Murphy     | Telefilme |
| 2003           | Miss Match                                          | Gary              | Episodio: «I Got You Babe» |
| 2004           | I Want to Marry Ryan Banks                          | Todd Doherty      | Telefilme |
| 2004           | Touching Evil                                       | Mark Rivers       | 6 episodios |
| 2004–05        | Jack & Bobby                                        | Tom Wexler Graham | 14 episodios |
| 2005           | Law & Order: Special Victims Unit                   | Jason Whitaker    | Episodio: «Night» |
| 2005           | Law & Order: Trial by Jury                          | Jason Whitaker    | Episodio: «Day» |
| 2005–06        | Kitchen Confidential                                | Jack Bourdain     | 13 episodios |
| 2007–09        | Nip/Tuck                                            | Aidan Stone       | 6 episodios |
| 2009 2013 2015 | Saturday Night Live                                 | Él mismo          | Episodios: «Bradley Cooper/TV on the Radio» «Zach Galifianakis/Of Monsters and Men» Saturday Night Live 40th Anniversary Special |
| 2015           | Wet Hot American Summer: First Day of Camp          | Ben               | 7 episodios |
| 2015–16        | Limitless                                           | Eddie Morra       | 4 episodios |
| 2016           | BET Presents Love & Happiness: An Obama Celebration | Él mismo          | Presentador |